# 加帛省
加帛省，也称第七省，是婆罗洲砂拉越其中一个省份。加帛省是全砂州最大的省份，总面积38,934 平方公里，人口约有11.2万人(2010年人口普查)，而伊班族占了一半以上。

加帛省经济主要来源于农业，木材业，油棕业，橡胶业及胡椒业。砂拉越最大的水坝，装机240万千瓦巴贡水坝 (Bakun Dam)就坐落于加帛省的巴鲁伊河（Balui River）。

## 历史
19世纪中叶之前，加帛省地区由文莱王朝所统治；1861年，布鲁克王朝首任拉惹詹姆士·布鲁克从汶莱蘇丹手中接管。
1873年，加帛省地区由当时的第三省（后改称“诗巫省”）所管辖；1973年4月2日，加帛省地区被分割出來，成立为第七省，后于1987年改称加帛省。
1880年，布鲁克王朝次任元首查爾斯·安東尼·約翰遜·布魯克在加帛省建了加帛堡（Fort Kapit），主要为了防止当时的伊班人向拉让江（Rejang River）上游的乌鲁人领土进一步扩张。1925年，加帛堡改名为丝维雅堡（Fort Sylvia），以纪念第三位王公查爾斯·維納·溫特·布魯克之妻子的离世。时至今日，堡垒已被改建为博物馆。

## 地理
加帛省南面和东面与印尼加里曼丹为界。北面是民都鲁省，东北边是美里省，西面是诗巫省，西南与泗里街省和成邦江省接壤。该省是砂拉越最大的省，占砂拉越大约三分之一的土地。
加帛省大多是山丘地区，有约80%是原始森林。低洼地区只有在都恼河（Sungai Tunoh），美丽瑙河（Sungai Melinau），姆棕河（Sungai Mujong）和南嘉摩利（Nanga Merit）一带。

## 行政区划
加帛省下劃分四个县：加帛县（Kapit District），桑坡县（Song District），巫拉甲县（Belaga District）与武吉玛邦县（Bukit Mabong District）（于2016年从巫拉甲县脱离成新县）。加帛县下分一个副县：南嘉摩利副县（Nanga Merit Sub-District）。巫拉甲县下分一个副县：双溪阿刹副县（Sungai Asap Sub-District）。
| 加帛省 | 县     | 县           | 面积（平方公里） | 人口（2010年） |
| ------ | ------ | ------------ | ---------------- | -------------- |
| 加帛省 | 加帛   | 加帛         | 15,595.60        | 56,053         |
| 加帛省 | 加帛   | 南嘉摩利副县 | 15,595.60        | 56,053         |
| 加帛省 | 巫拉甲 | 巫拉甲       | 19,403.20        | 36,114         |
| 加帛省 | 巫拉甲 | 双溪阿刹     | 19,403.20        | 36,114         |
| 加帛省 | 桑坡   | 桑坡         | 3,935.20         | 20,595         |
| 加帛省 | 总计   | 总计         | 38,934.00        | 112,762        |